# Oreonoma consperata
Oreonoma consperata är en fjärilsart som beskrevs av Paul Dognin 1911. Oreonoma consperata ingår i släktet Oreonoma och familjen mätare. Inga underarter finns listade i Catalogue of Life.